# Campeonato europeo de puntuación masculina de ciclismo en pista
El Campeonato de Europa de carrera por puntos masculina es el campeonato de Europa de Puntuación organizado anualmente por la UEC. Se traen disputando desde el 2011 dentro de los Campeonatos de Europa de ciclismo en pista.

## Palmarés
| Evento | Oro                   | Plata            | Bronce         |
| ------ | --------------------- | ---------------- | -------------- |
| 2011   | Rafał Ratajczyk       | Silvan Dillier   | Milan Kadlec   |
| 2012   | Elia Viviani          | Kiril Svéshnikov | Sergiy Lagkuti |
| 2013   | Elia Viviani          | Thomas Boudat    | Eloy Teruel    |
| 2014   | Benjamin Thomas       | Liam Bertazzo    | Henning Bommel |
| 2015   | Wojciech Pszczolarski | Benjamin Thomas  | Claudio Imhof  |
| 2016   | Niklas Larsen         | Kenny De Ketele  | Raman Ramanau  |